# Aleksandrovac (Negotin)
Aleksandrovac es un pueblo ubicado en la municipalidad de Negotin, en el distrito de Bor, Serbia.

## Superficie
Posee una superficie de 11,58 kilómetros cuadrados.

## Demografía
Hasta 2011 la población era de 459 habitantes, con una densidad de población de 39,65 habitantes por kilómetro cuadrado.